# カシオペヤ座アルファ星
カシオペヤ座α星は、カシオペヤ座の恒星で2等星。

## 特徴
1998年に、おひつじ座α星と共に周辺減光まで精密に観測された。1999年には地球からの視直径が0.00560秒、直径は太陽の42.1倍と測定された。
この恒星の化学組成は太陽とよく似ているが、太陽に較べてジルコニウムとユウロピウムが少ないという特徴がある。
19世紀には3等星まで暗くなったという記録があるため不規則型の変光星とされたが、最近の研究では変光は観測されていない。

## 名称
学名はα Cassiopeiae（略称はα Cas）。固有名シェダル (Schedar) は、アラビア語で「胸」を意味する al-ṣadr に由来する。はくちょう座γ星の固有名サドルも同じ言葉に由来している。2016年8月21日、国際天文学連合の恒星の命名に関するワーキンググループ (Working Group on Star Names, WGSN) は、Schedar をカシオペヤ座α星の固有名として正式に承認した。